# Nothin' You Can Do About It
Nothin' You Can Do About It is een nummer van de Amerikaanse band Airplay uit 1980. Het is de tweede single van hun titelloze enige studioalbum.
De boodschap van het nummer is om je niet al te druk te maken over dingen waar je niets aan kan doen, en om in te zien dat je niet overal invloed op hebt. Uiteindelijk wint de liefde altijd, volgens de tekst. Het nummer werd geschreven door David Foster en Jay Graydon, de oprichters van Airplay, en verscheen oorspronkelijk op het album Extensions (1979) van The Manhattan Transfer. In 1980 maakte Airplay zelf ook een versie van het nummer voor hun eigen album. "Nothin' You Can Do About It" bereikte nergens de hitlijsten, maar toch werd het wel een radiohit in Nederland, en wordt het tot op de dag van vandaag nog regelmatig gedraaid.